# Cheilinus oxycephalus
Cheilinus oxycephalus är en fiskart som beskrevs av Bleeker, 1853. Cheilinus oxycephalus ingår i släktet Cheilinus och familjen läppfiskar. IUCN kategoriserar arten globalt som livskraftig. Inga underarter finns listade i Catalogue of Life.